# Hugh Mundell
Hugh Mundell (* 14. Juni 1962 in Kingston; † 14. Oktober 1983 ebenda) war ein jamaikanischer Roots-Reggae-Sänger.
Seine erste Single Where is Natty Dread, produziert von Joe Gibbs, veröffentlichte er bereits 1975 im Alter von 13 Jahren. 1978 erschien sein erstes Album Africa Must Be Free by 1983, diesmal in Zusammenarbeit mit Augustus Pablo. Ab 1979 produzierte Mundell seine eigenen Platten; er brachte insgesamt fünf Alben auf den Markt. Hugh Mundell wurde 1983 ermordet; mit Junior Reid im Auto wurde er auf einer Straße in Kingston erschossen.